# Karyogramm

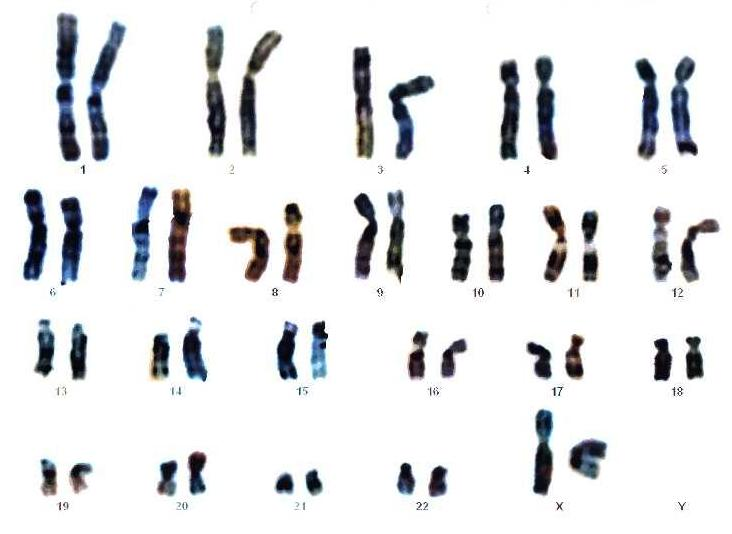
Karyogramm einer ungeborenen Person mit zwei X-Chromosomen

Schematisches Karyogramm

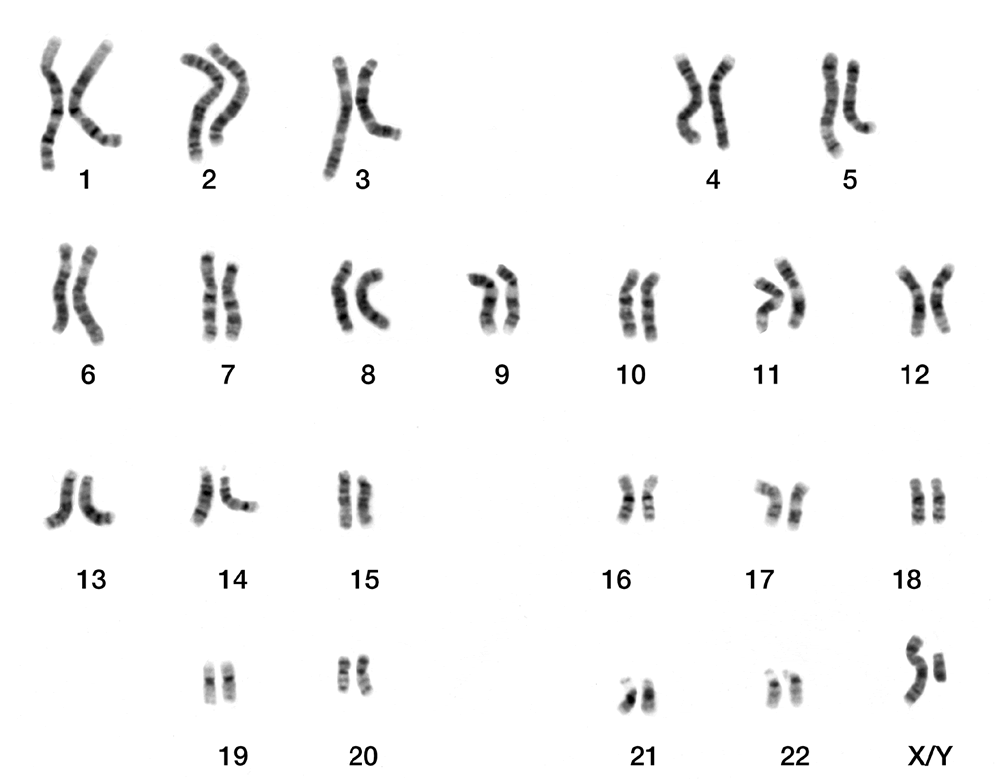
Karyogramm eines erwachsenen Mannes mit X- und Y-Chromosom

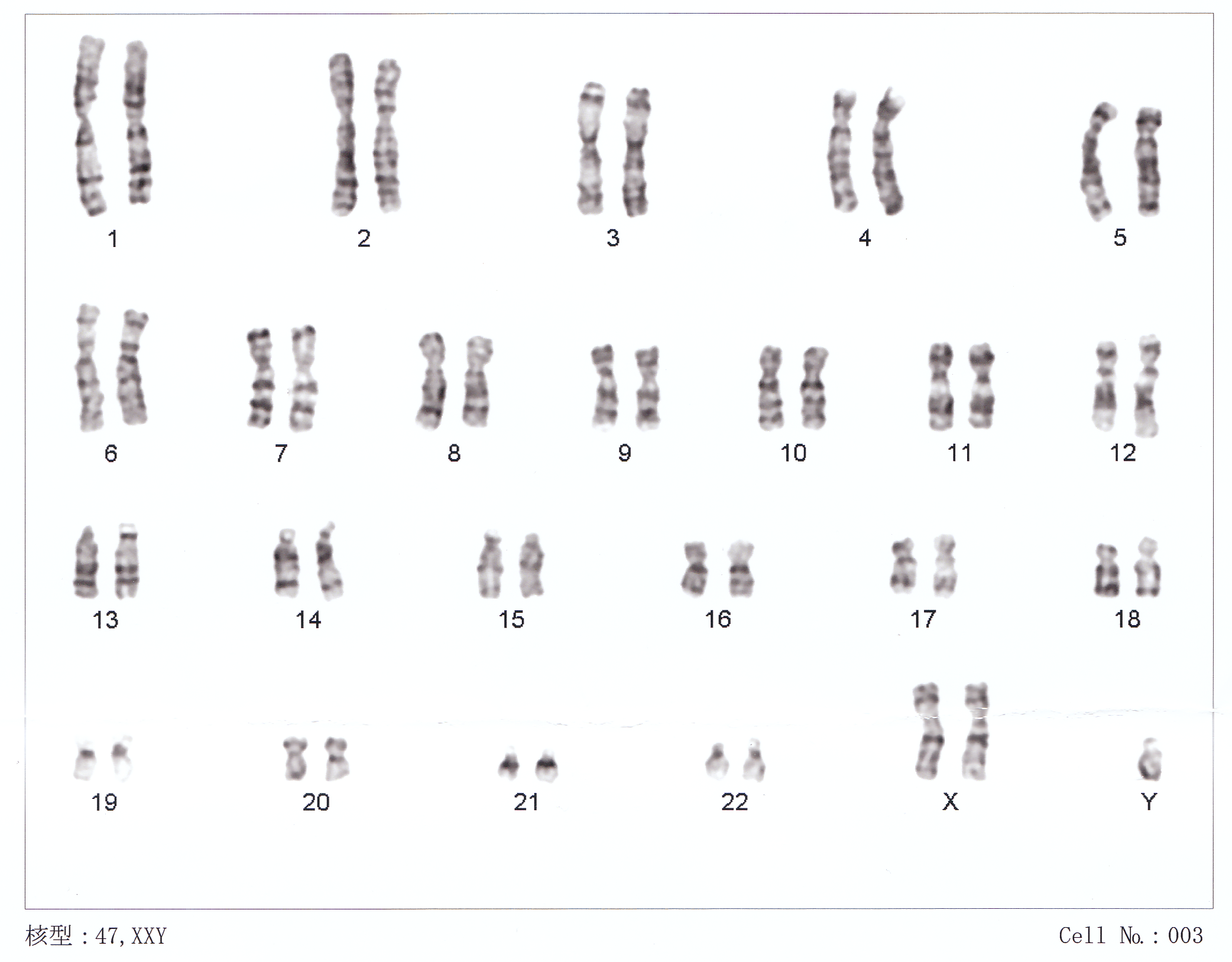
Karyogramm eines erwachsenen Mannes mit Klinefelter-Syndrom

Ein Karyogramm (griechisch ϰάρυον káryon ‚Nuss, Fruchtkern‘ und γράμμα grámma ‚Geschriebenes‘) ist die geordnete Darstellung aller Chromosomen einer Zelle. Geordnet wird dabei nach morphologischen Gesichtspunkten wie Größe, Zentromerlage und Bandenmuster.
Karyogramme werden angelegt, um den Karyotyp zu bestimmen, also die Chromosomenausstattung eines Individuums. Der Karyotyp wiederum kann beispielsweise verwendet werden, um die Chromosomenausstattung verschiedener Arten miteinander zu vergleichen (z. B. Mensch und Schimpanse) oder, in der Humangenetik, um die Ursache vererbbarer Krankheiten zu ermitteln.

## Typische Erstellung eines Karyogramms in der Medizin
Um Karyogramme zu erstellen, werden zunächst Chromosomenpräparate hergestellt, in denen Metaphase-Chromosomen nebeneinander liegen. Hierzu wird dem Patienten Blut entnommen, aus dem die Lymphozyten isoliert werden (Erythrozyten sind aufgrund des fehlenden Zellkerns nicht geeignet). Sie werden drei Tage in einem besonderen Nährmedium kultiviert, welches eine zellteilungsstimulierende Substanz (Phytohämagglutinin) enthält. Anschließend wird die Kernteilung (Mitose) durch zweistündige Zugabe des Mitose-Hemmers Colchicin in der Metaphase unterbrochen, da Colchicin die Ausbildung des Spindelapparats hemmt.
In der Metaphase der Mitose liegen die Chromosomen in stark kondensierter Form vor und sind daher lichtmikroskopisch gut zu erkennen. Durch Zentrifugation werden die Lymphozyten in einem Pellet sedimentiert. Die überstehende Lösung wird abgesaugt und die Lymphozyten werden in einer hypotonischen Lösung (destilliertes Wasser oder 0,075 molare Kaliumchlorid-Lösung) gelöst. Durch die hypotone Lösung quellen die Zellen auf und werden anschließend mit einem Methanol-Eisessig-Gemisch im Verhältnis 3:1 fixiert. Im nächsten Schritt wird ein Tropfen der Zellsuspension mithilfe einer Pipette auf einen Objektträger getropft. Beim Aufschlagen platzen die Zellen auf. Da jene Zellen, die sich in der Metaphase befinden keine Kernmembran haben, kommen die Metaphasechromosomen meist nebeneinander auf dem Objektträger zu liegen.
Mit einem geeigneten Verfahren (z. B. Giemsa-Färbung, FISH-Test) werden sie gefärbt. Während früher unter 1000-facher Vergrößerung Fotografien der Chromosomen erstellt wurden und diese händisch einzeln ausgeschnitten und nach Größe, Zentromerregion und Bandenmuster geordnet wurden, wird dies heute anhand einer Bildverarbeitungssoftware am Computer durchgeführt.
Die Gesamtkosten der medizinischen Erstellung eines humanen Karyogrammes betrugen im Jahr 2014 etwa 350 €.

## Humanes Karyogramm
Der Chromosomensatz des Menschen setzt sich aus 22 Autosomen (homologe Chromosomenpaare) und einem Gonosomenpaar (geschlechtsbestimmendes Chromosomenpaar) zusammen. Das Erscheinungsbild des gesamten Chromosomensatzes, der Karyotyp, kann durch die Herstellung eines Karyogramms bei einem Menschen mit 46 XX (44 Autosomen und 2 gleiche Gonosomen bei einer Frau) bzw. 46 XY (44 Autosomen und 2 unterschiedliche Gonosomen bei einem Mann) beschrieben werden. In normalen Körperzellen des Menschen sind die Chromosomen jeweils doppelt vorhanden, es liegt ein doppelter (diploider) Chromosomensatz vor (2n = 46 Chromosomen). Die Sortierung der Chromosomen im Karyogramm erfolgt nach den Kriterien der Größe des Chromosoms und der Lage des Zentromers in 7 Gruppen (A–G). Je nach Lage des Zentromers spricht man von akrozentrisch (nahe am Ende), submetazentrisch (zwischen Mitte und Ende) und metazentrisch (in der Mitte des Chromosoms). Aufgrund morphologischer Eigenschaften ist das X-Chromosom der Gruppe C und das Y-Chromosom der Gruppe G zuzuordnen. Zum Vergleich der erfolgten Zuordnung dienen schematische Darstellungen von Durchschnittschromosomen, die Idiogramme.
| Gruppe | Anzahl | zugehörige Chromosomen | Merkmale                            |
| ------ | ------ | ---------------------- | ----------------------------------- |
| A      | 3      | 1–3                    | Groß, meta- oder submetazentrisch   |
| B      | 2      | 4+5                    | Groß, submetazentrisch              |
| C      | 7      | 6–12 + X               | Mittel, meta- oder submetazentrisch |
| D      | 3      | 13–15                  | Mittel, akrozentrisch               |
| E      | 3      | 16–18                  | Kurz, submetazentrisch              |
| F      | 2      | 19–20                  | Kurz, metazentrisch                 |
| G      | 2      | 21+22 + Y              | Sehr kurz, akrozentrisch            |

Alle Lebewesen, die derselben Art angehören, weisen in ihren Zellen eine arttypisch festgelegte Anzahl von Chromosomen auf, die in der Regel geradzahlig ist, wobei ihre Unterarten oft ein Mehrfaches (2-, 3-faches) dieser Grundchromosomenzahl aufweisen.
Nah miteinander verwandte Lebewesen haben häufig die gleiche oder eine ähnliche Chromosomenanzahl. Ein gleicher oder ähnlicher Chromosomenbestand ist allerdings kein eindeutiger Hinweis auf eine Verwandtschaft zwischen verschiedenen Lebewesen. Es gibt keine direkte Korrelation zwischen der Anzahl der Chromosomen und der Organisationsstufe der Lebewesen (z. B. Mensch 46 Chromosomen vs. Kartoffel 48 Chromosomen). Einen direkten Zusammenhang gibt es allerdings bei verwandten Arten bei der Chromosomenzahl und der Chromosomengröße. Je höher die Chromosomenzahl, desto geringer ist die Größe der Einzelchromosomen.

## Karyogramm zur Feststellung von Chromosomenanomalien
In der Humangenetik ist das Ziel eines Karyogramms, mögliche genetische Risiken und familiär bedingte Erbkrankheiten vorzeitig zu erkennen oder sie auszuschließen. Des Weiteren wird die Durchführung eines Karyogramms vor allem für die Geschlechterbestimmung angewandt. Der Grund für das Aufkommen von Erbkrankheiten sind defekte Gene und Chromosomenanomalien, welche vererbt werden. Diese Veränderungen der Chromosomen werden durch Mutationen hervorgerufen.
Es können 3 verschiedene Arten von Mutationen auftreten. Einerseits die Mutation einzelner Gene, genannt Genmutation (z. B. Phenylketonurie). Andererseits die Mutation der Chromosomenstruktur, welche als Chromosomen- oder Strukturmutation (z. B. Translokationstrisomie 21) bezeichnet wird genannt Chromosomenaberration. Des Weiteren gibt es die Mutation der Chromosomenzahl, genannt Genommutation. Diese unterteilt sich in die Aneuploidie, bei der ein oder mehrere Chromosomen vermehrt oder vermindert vorkommen (z. B. Down-Syndrom), und die Euploidie, bei welcher der gesamte Chromosomensatz vermehrt oder vermindert vorkommt (z. B. Kulturweizen ist hexaploid).
Im Rahmen der biologischen Forschung wird die Herstellung eines Karyogramms verwendet, um den Karyotyp zu erstellen, eine bestimmte Art zu beschreiben (z. B. Tier oder Pflanze) oder um spezielle Zellkulturen oder Tumorzellen zu charakterisieren.